# Atalanta Bergamasca Calcio 1952-1953
Questa pagina raccoglie i dati riguardanti l'Atalanta Bergamasca Calcio nelle competizioni ufficiali della stagione 1952-1953.

## Stagione
Hasse Jeppson fu ceduto alla cifra record di 105 milioni al Napoli e ciò permise alla società di allestire una squadra competitiva per la stagione successiva. Per sostituire l'attaccante svedese, si cerca ancora una volta nella tanto cara Scandinavia trovando in Poul Aage Rasmussen un degno sostituto. Il suo arrivo però portò non poco scettismo negli atalantini che già erano in polemica per il mancato rinnovo all'allenatore Ceresoli (al suo posto era stato ingaggiato Luigi Ferrero).
La squadra ottiene la salvezza, posizionandosi a centroclassifica grazie ai gol di Rasmussen (ne farà 18), ma soprattutto del cosiddetto Trio Primavera, composto dai giovani Testa, Cadè e Brugola, che insieme realizzano ben 23 reti.

## Organigramma societario
Area direttiva
- Presidente: Daniele Turani
- Vice Presidente: Maurizio Reich, Giulio Marelli
- Consiglieri: Giuseppe Callioni, Alessandro Gambirasi, Clemente Mayer, Alberto Mazzucconi, Guido Rossi, Luigi Tentorio, Giordano Trussardi, Erminio Turani
- Tesoriere: Antonio Rampinelli
- Segretario: Carlo Terzi, Emilio Pezzotta
- Revisore conti: Cesare Bonafus, Oreste Onetto, Giuseppe Pizzigoni

Area tecnica
- Allenatore: Luigi Ferrero

Area sanitaria
- Medico sociale: Luigi Benvenuto
- Massaggiatore: Leone Sala

## Rosa
| N. |                   | Ruolo | Calciatore           |
| -- | ----------------- | ----- | -------------------- |
|    | Italia (bandiera) | P     | Giuseppe Albani      |
|    | Italia (bandiera) | P     | Ideo Stefani         |
|    | Italia (bandiera) | D     | Giulio Corsini       |
|    | Italia (bandiera) | D     | Luciano Gariboldi    |
|    | Italia (bandiera) | D     | Livio Roncoli        |
|    | Italia (bandiera) | D     | Battista Rota        |
|    | Italia (bandiera) | C     | Stefano Angeleri     |
|    | Italia (bandiera) | C     | Gaudenzio Bernasconi |
|    | Italia (bandiera) | C     | Giancarlo Cadè       |
|    | Italia (bandiera) | C     | Elio Rampinelli      |

| N. |                      | Ruolo | Calciatore           |
| -- | -------------------- | ----- | -------------------- |
|    | Danimarca (bandiera) | C     | Poul Rasmussen       |
|    | Italia (bandiera)    | C     | Angelo Villa         |
|    | Italia (bandiera)    | A     | Luigi Brugola        |
|    | Italia (bandiera)    | A     | Giuseppe Cadè        |
|    | Italia (bandiera)    | A     | Francesco Cergoli    |
|    | Italia (bandiera)    | A     | Giuseppe Nuoto       |
|    | Italia (bandiera)    | A     | Aurelio Santagostino |
|    | Danimarca (bandiera) | A     | Leschly Sørensen     |
|    | Italia (bandiera)    | A     | Ennio Testa          |

## Calciomercato
| Acquisti | Acquisti             | Acquisti         | Acquisti   |
| R.       | Nome                 | da               | Modalità   |
| -------- | -------------------- | ---------------- | ---------- |
| P        | Ideo Stefani         | Venezia          | definitivo |
| C        | Gaudenzio Bernasconi | Ponte San Pietro | definitivo |
| C        | Poul Aage Rasmussen  | Skovshoved       | definitivo |
| C        | Angelo Villa         | Fanfulla         | definitivo |
| A        | Giuseppe Nuoto       | Lucchese         | definitivo |
| A        | Ennio Testa          | Pro Lissone      | definitivo |

| Cessioni | Cessioni           | Cessioni     | Cessioni                         |
| R.       | Nome               | a            | Modalità                         |
| -------- | ------------------ | ------------ | -------------------------------- |
| P        | Egidio Cattaneo    | Brescia      | definitivo                       |
| D        | Antonio Dalmonte   | Reggiana     | definitivo                       |
| C        | Svend Hansen       | Pro Patria   | definitivo                       |
| C        | Ermanno Malinverni | Pro Vercelli | definitivo                       |
| A        | Enrico Conca       | Bolzano      | definitivo                       |
| A        | Giacinto Goldaniga | Genoa        | definitivo                       |
| A        | Hasse Jeppson      | Napoli       | definitivo (105 milioni di lire) |
| A        | Marcello Personeni | Piacenza     | prestito                         |
| A        | Franco Vittoni     | Cannes       | prestito                         |

## Risultati

### Serie A

#### Girone di andata
| Arbitro: | Fortina (Novara) |

|                              |           |  |
| Amadei 54’ (rig.) Vitali 90’ | Marcatori |  |

| Arbitro: | Piemonte (Monfalcone) |

|               |           |  |
| Padulazzi 50’ | Marcatori |  |

| Arbitro: | Gemini (Roma) |

|             |           |                                                            |
| Cergoli 61’ | Marcatori | 9’ Muccinelli 45’, 84’ Carapellese 60’ Vivolo 80’ J.Hansen |

| Genova 5 ottobre 1952, ore ? 4ª giornata | Sampdoria         | 0 – 0 | Atalanta | Stadio Luigi Ferraris\| Arbitro: \| Scaramella (Roma) \| |
| Arbitro:                                 | Scaramella (Roma) |       |          |                                                          |

| Arbitro: | Maurelli (Roma) |

|                                |           |  |
| Santagostino 12’ Rasmussen 84’ | Marcatori |  |

| Arbitro: | Tassini (Verona) |

|              |           |              |
| Piccioni 40’ | Marcatori | 1’ Rasmussen |

| Arbitro: | Silvano (Torino) |

|                                        |           |                             |
| Rasmussen 41’, 68’, 71’, 90’ Nuoto 89’ | Marcatori | 55’ Giannini 60’ E.Sørensen |

| Bergamo 9 novembre 1952, ore ? 8ª giornata | Atalanta           | 0 – 0 | Lazio | Stadio Comunale\| Arbitro: \| Bernardi (Bologna) \| |
| Arbitro:                                   | Bernardi (Bologna) |       |       |                                                     |

| Arbitro: | Piemonte (Monfalcone) |

|                                |           |                                      |
| Marzani 21’ Sentimenti III 63’ | Marcatori | 14’ Testa 25’ Rasmussen 59’ Sørensen |

| Arbitro: | Scaramella (Roma) |

|                                          |           |                          |
| Şükrü 35’ Cavazzuti 41’, 65’ Cecconi 45’ | Marcatori | 30’ Rasmussen 62’ G.Cadè |

| Arbitro: | Carpani (Milano) |

|            |           |           |
| G.Cadè 20’ | Marcatori | 48’ Dossi |

| Arbitro: | Marchese (Frattamaggiore) |

|                |           |           |
| Ghersetich 55’ | Marcatori | 58’ Testa |

| Arbitro: | Piemonte (Monfalcone) |

|            |           |                                                          |
| G.Cadè 33’ | Marcatori | 6’, 59’ Galli 19’ Merlin 47’ Pandolfini 74’ Perissinotto |

| Arbitro: | Canavesio (Torino) |

|                     |           |                        |
| Sega 74’ Bülent 80’ | Marcatori | 60’ G.Cadè 78’ Brugola |

| Arbitro: | Orlandini (Roma) |

|                                    |           |                  |
| Rasmussen 16’ G.Cadè 23’ Testa 59’ | Marcatori | 31’, 51’ Höfling |

| Arbitro: | Gemini (Roma) |

|                                          |           |  |
| Brugola 33’, 82’ Rasmussen 42’, 49’, 85’ | Marcatori |  |

| Arbitro: | Corallo (Lecce) |

|                                              |           |              |
| Burini 23’, 27’ (rig.) Nordahl 38’, 72’, 89’ | Marcatori | 60’ Sørensen |

#### Girone di ritorno
| Arbitro: | Liverani (Torino) |

|             |           |                      |
| Sørensen 8’ | Marcatori | 38’ (rig.) Formentin |

| Arbitro: | Pieri (Trieste) |

|  |           |           |
|  | Marcatori | 68’ Nyers |

| Arbitro: | Corallo (Lecce) |

|              |           |              |
| J.Hansen 62’ | Marcatori | 10’ Sørensen |

| Arbitro: | Tassini (Verona) |

|                                           |           |  |
| G.Cadè 28’, 63’ Brugola 44’ Rasmussen 47’ | Marcatori |  |

| Arbitro: | Corallo (Lecce) |

|                                   |           |                   |
| Cervellati 18’ Bacci 53’ Mike 71’ | Marcatori | 10’ (aut.) Jensen |

| Arbitro: | Piemonte (Monfalcone) |

|           |           |  |
| Testa 83’ | Marcatori |  |

| Arbitro: | Maurelli (Roma) |

|                       |           |                         |
| Boscolo 6’ Ispiro 82’ | Marcatori | 85’ Rasmussen 86’ Testa |

| Arbitro: | Tassini (Verona) |

|  |           |                        |
|  | Marcatori | 7’ Testa 52’ Rasmussen |

| Arbitro: | Bernardi (Bologna) |

|                     |           |                                           |
| Sørensen 44’ (rig.) | Marcatori | 9’ Marzani 25’ Rimbaldo 58’ (rig.) Serone |

| Bergamo 29 marzo 1953, ore ? 27ª giornata | Atalanta        | 0 – 0 | Palermo | Stadio Comunale\| Arbitro: \| Bellè (Venezia) \| |
| Arbitro:                                  | Bellè (Venezia) |       |         |                                                  |

| Arbitro: | Marchetti (Milano) |

|                      |           |            |
| Luosi 4’ Baldini 79’ | Marcatori | 28’ G.Cadè |

| Arbitro: | Pieri (Trieste) |

|                  |           |                          |
| Santagostino 81’ | Marcatori | 15’ Biagioli 55’ Novelli |

| Arbitro: | Corallo (Lecce) |

|                           |           |                  |
| Lucchesi 11’ Azimonti 83’ | Marcatori | 48’, 58’ Brugola |

| Arbitro: | Gemini (Roma) |

|  |           |            |
|  | Marcatori | 82’ Bülent |

| Arbitro: | Orlandini (Roma) |

|  |           |                              |
|  | Marcatori | 66’ Villa 85’, 88’ Rasmussen |

| Arbitro: | Gemini (Roma) |

|               |           |                                          |
| Menegotti 87’ | Marcatori | 43’ Brugola 85’, 73’ Rasmussen 86’ Testa |

| Arbitro: | Corallo (Lecce) |

|           |           |            |
| Testa 41’ | Marcatori | 5’ Nordahl |

## Statistiche

### Statistiche di squadra
| Competizione | Punti | In casa | In casa | In casa | In casa | In casa | In casa | In trasferta | In trasferta | In trasferta | In trasferta | In trasferta | In trasferta | Totale | Totale | Totale | Totale | Totale | Totale | DR |
| Competizione | Punti | G       | V       | N       | P       | Gf      | Gs      | G            | V            | N            | P            | Gf           | Gs           | G      | V      | N      | P      | Gf     | Gs     | DR |
| ------------ | ----- | ------- | ------- | ------- | ------- | ------- | ------- | ------------ | ------------ | ------------ | ------------ | ------------ | ------------ | ------ | ------ | ------ | ------ | ------ | ------ | -- |
| Serie A      | 32    | 17      | 6       | 5       | 6       | 27      | 24      | 17           | 4            | 7            | 6            | 25           | 29           | 34     | 10     | 12     | 12     | 52     | 53     | -1 |

### Statistiche dei giocatori
| Giocatore       | Serie A  | Serie A |
| Giocatore       | Presenze | Reti    |
| --------------- | -------- | ------- |
| G. Albani       | 31       | -45     |
| S. Angeleri     | 29       | 0       |
| G. Bernasconi   | 21       | 0       |
| L. Brugola      | 16       | 7       |
| G.C. Cadè       | 24       | 0       |
| G. Cadè         | 25       | 8       |
| F. Cergoli      | 22       | 1       |
| G. Corsini      | 2        | 0       |
| L. Gariboldi    | 27       | 0       |
| G. Nuoto        | 10       | 1       |
| E. Rampinelli   | 6        | 0       |
| P. Rasmussen    | 28       | 18      |
| L. Roncoli      | 9        | 0       |
| B. Rota         | 23       | 0       |
| A. Santagostino | 11       | 2       |
| J.L. Sørensen   | 32       | 5       |
| I. Stefani      | 3        | -8      |
| E. Testa        | 25       | 8       |
| A. Villa        | 30       | 1       |